# Ozero Jamno
Ozero Jamno (ryska: Озеро Ямно) är en sjö i Belarus.   Den ligger i voblasten Vitsebsks voblast, i den norra delen av landet, 250 km norr om huvudstaden Minsk. Ozero Jamno ligger 160 meter över havet. Arean är 0,62 kvadratkilometer. Den sträcker sig 1,2 kilometer i nord-sydlig riktning, och 0,9 kilometer i öst-västlig riktning.
I omgivningarna runt Ozero Jamno växer i huvudsak blandskog. Runt Ozero Jamno är det mycket glesbefolkat, med 7 invånare per kvadratkilometer.